# Ines Geißler
Ines Geißler, później Kaulfuss (ur. 16 lutego 1963 w Marienbergu) – wschodnioniemiecka pływaczka specjalizująca się w stylu motylkowym, mistrzyni olimpijska (1980), dwukrotna mistrzyni świata i czterokrotna mistrzyni Europy.

## Kariera pływacka
W 1980 roku podczas igrzysk olimpijskich w Moskwie zwyciężyła na dystansie 200 m stylem motylkowym i czasem 2:10,44 ustanowiła rekord olimpijski. W konkurencji 800 m stylem dowolnym zajęła siódme miejsce.
Rok później, na mistrzostwach Europy w Splicie zdobyła złote medale na 200 m stylem motylkowym (2:08,50) i w sztafecie 4 × 100 m stylem zmiennym. Została także wicemistrzynią Europy w konkurencji 100 m stylem motylkowym.
Podczas mistrzostw świata w Guayaquil wywalczyła złoto na 200 m motylkiem. Płynęła też w sztafecie zmiennej
4 × 100 m, która uplasowała się na pierwszym miejscu i pobiła rekord świata. Na dystansie 100 m stylem motylkowym została wicemistrzynią świata.
W 1983 roku na mistrzostwach Europy w Rzymie zdobyła złote medale w konkurencjach 100 m stylem motylkowym i sztafecie 4 × 100 m stylem zmiennym. W sztafecie reprezentantki NRD poprawiły własny rekord globu. Geißler znalazła się także na podium na dystansie 200 m stylem motylkowym, gdzie zajęła drugie miejsce.

### Doping w NRD
Ines Geißler, podobnie jak pozostali sportowcy reprezentujący NRD, nieświadomie przyjmowała środki dopingujące (Oral Turinabol) w ramach programu sponsorowanego przez państwo na przełomie lat 70. i 80 XX w. Zawodnikom mówiono, że przyjmują witaminy.